# Simon MacCorkindale
Simon Charles Pendered MacCorkindale (ur. 12 lutego 1952 w Ely w Cambridge, stolicy okręgu Cambridgeshire, w Anglii, zm. 14 października 2010 w Londynie) – angielski aktor, reżyser, scenarzysta i producent telewizyjny, teatralny i filmowy.

## Życiorys

### Wczesne lata
Przyszedł na świat w Cambridge w domu Gilliver Mary (z domu Pendered) i Petera Bernarda MacCorkindale. Wychowywał się z bratem Duncanem. Początkowo planował, by – podobnie jak jego ojciec - zostać pilotem samolotu.  W latach 1965–1970 uczęszczał do Haileybury College w Hertfordshire. Będąc jeszcze w szkole, MacCorkindale dołączył do Air Training Corps, ale ambicje pójścia za ojcem do Royal Air Force zostały udaremnione, gdy w wieku trzynastu lat pogorszył się jego wzrok. Rozważał potem, czy w przyszłości podjąć pracę ambasadora, lecz ostatecznie zafascynował się teatrem, dramatem klasycznym i reżyserią teatralną. Studiował dramat przy Pracowni Sztuk Teatralnych 68 w Londynie.

### Kariera
Zadebiutował w spektaklu A Bequest to the Nation na scenie przy Teatrze Belgradu w Coventry. Po występach w regionalnych teatrach w Anglii, w 1974 pojawił się na West End w komedii teatralnej Pigmalion George’a Bernarda Shawa u boku Aleca McCowena i Diany Rigg. Wyreżyserował takie szekspirowskie spektakle jak Makbet czy Kupiec wenecki.
Jego kinowym debiutem był film sensacyjny Britannic w niebezpieczeństwie (Juggernaut, 1974). Potem pojawił się jako Parys w szekspirowskiej adaptacji telewizyjnej Romeo i Julia (1976). Zagrał dwukrotnie na szklanym ekranie postać Lucjusza – w brytyjskim historycznym serialu telewizyjnym Ja, Klaudiusz (I, Claudius, 1976) i biblijnym filmie telewizyjnym Franco Zeffirellego Jezus z Nazaretu (Jesus of Nazareth, 1977).
W 1980 odebrał nagrodę Evening Standard British Film jako nowy obiecujący aktor. Pojawił się w roli Billy’ego Dawsona w operze mydlanej ABC Dynastia (1982). Za postać Grega Reardona w operze mydlanej CBS Falcon Crest (1984–1986) był nominowany do nagrody Soap Opera Digest i zadebiutował jako reżyser kilku odcinków tego serialu. Jako producent filmu Such a Long Journey (1998) zdobył nominację do nagrody Genie. W serialu BBC One Na sygnale (2002–2008) grał autokratycznego konsultanta klinicznego Harry’ego Harpera, który kierował oddziałem ratunkowym Szpitala Holby City; jako lekarz starej szkoły, doradzał, napominając i uwodząc zarówno koleżanki, jak i pacjentki.

## Życie prywatne
Spotykał się z aktorką Lindą Purl. 10 lipca 1976 poślubił nigeryjską aktorkę Fionę Fullerton, lecz w roku 1982 doszło do rozwodu. 5 października 1984 ożenił się ponownie z angielską aktorką Susan George.
W 2005 u aktora zdiagnozowano raka jelita grubego. Dwa lata później MacCorkindale dowiedział się o przerzutach do płuc. Zmarł 14 października 2010 w Londynie w wieku 58. lat.